# NGC 1309
NGC 1309 (другие обозначения — MCG -3-9-28, IRAS03197-1534, PGC 12626) — галактика на краю созвездия Эридан на расстоянии 100 млн. световых лет от Земли.
Этот объект входит в число перечисленных в оригинальной редакции «Нового общего каталога».
Диаметр NGC 1309 примерно 30 тысяч световых лет. Вокруг старых желтоватых звезд в центре галактики закручиваются голубоватые скопления молодых звезд и пылевые полосы.
В галактике вспыхнула сверхновая SN 2002fk типа Ia, её пиковая видимая звездная величина составила 15,0.
В галактике вспыхнула сверхновая SN 2012Z типа Ia-p, её пиковая видимая звездная величина составила 17,6.
Галактика NGC 1309 входит в состав группы галактик NGC 1309. Помимо NGC 1309 в группу также входят MCG -3-9-27 и MCG -3-9-41.